# راسل الیس
راسل الیس (انگلیسی: Rosell Ellis؛ زادهٔ ۱۹ فوریهٔ ۱۹۷۵) بازیکن بسکتبال اهل استرالیا است.